# Exostema myrtoides
Exostema myrtoides är en måreväxtart som beskrevs av Brother Alain. Exostema myrtoides ingår i släktet Exostema och familjen måreväxter. Inga underarter finns listade i Catalogue of Life.